# 종자세포
종자세포(영어: germ cell) 또는 배세포 또는 생식세포 또는 종세포는 유성 생식을 하는 생명체에서 생식자를 만들어내는 생물학적 세포로 정의한다. 많은 동물에서 종자세포는 원시선에서 유래하여 배아의 창자를 거쳐 발생 중인 생식샘으로 이동한다. 거기서 종자세포는 감수분열과 세포 분화를 통해 난자나 정자 같은 성숙한 생식자를 만든다. 동물과 달리 식물은 초기 발생 시 종자세포라고 불리는 세포를 가지지 않는다. 대신에, 꽃식물(현화식물)의 꽃 분열조직처럼 종자세포는 성체의 체세포로부터 만들어진다.

## 소개
다세포 진핵생물은 기본적으로 2종류의 세포로 이루어진다. 종자세포는 생식자를 만드는 세포로, 유일하게 체세포분열과 감수분열을 할 수 있다. 이 세포들은 세대를 거쳐 이어지기 때문에 무한 증식한다고 말하기도 한다. 체세포는 몸을 구성하는 다른 모든 세포로, 오직 체세포분열을 통해서만 분열한다. 종자세포 계열은 생식계열이라고 불린다. 종자세포는 많은 동물이나 새와 포유류의 창자배형성(gastrulation) 시기 동안의 배아덩이위판(epiblast)에서 일어나는 난할 과정 시 전문화된다. 이후 수동 이동과 능동 이주를 통해서 종자세포가 발생 중인 생식샘에 도착한다. 사람의 경우 성 분화는 대략 수정 이후 6주부터 나타난다. 종자세포 주기의 마지막 산물은 난자나 정자이다.
시험관내 특수한 상황에서의 종자세포는 배아줄기세포와 비슷한 특성을 획득할 수 있다. 그러나 아직 이렇게 되는 근본적인 메커니즘은 모른다. 이렇게 변한 세포는 배아종자세포라고 불린다. 둘 다 시험관 내에서는 다능성(pluripotent) 세포이지만, 오직 배아줄기세포만 생체 내에서 다능성이다. 최신 연구는 배아줄기세포로부터 원시종자세포를 만들 수 있다고 입증했다.

## 이주
생식샘으로 이주 중인 원시종자세포(PGC; primordial germ cell)는 창자를 거쳐 이주하는 동안 계속해서 분열하며 수를 늘리고, 최종적으로 발생 중인 생식샘에 도착한다. repeatedly on their migratory route through the gut and into the developing gonads.

## 같이 보기
- 생식계열
- 성장
- 생식
- 생식자
- 생식모세포